# Louis Dutens
Louis Dutens (Tours, 15 gennaio 1730 – Londra, 23 maggio 1812) è stato uno scrittore, traduttore, filologo, numismatico e storiografo francese naturalizzato britannico.

## Biografia

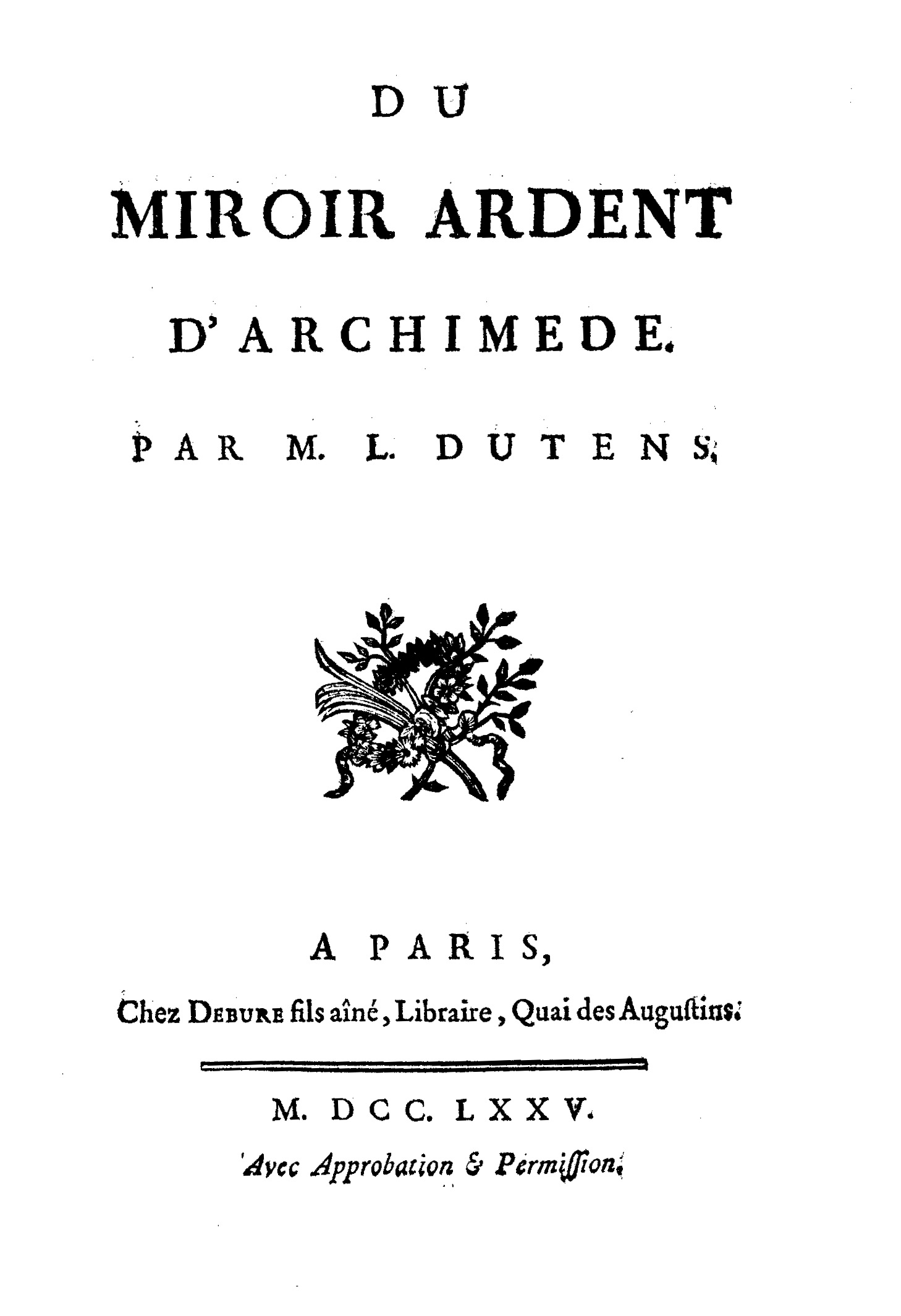
Du miroir ardent d'Archimede, 1775

Grande viaggiatore, contribuì a sviluppare quel cosmopolitismo che è uno dei caratteri peculiari della letteratura e dei costumi della seconda metà del XVIII secolo. Nato da una famiglia ugonotta, trasferitasi in Inghilterra a causa dei contrasti religiosi in Francia, studiò matematica e lingue orientali, apprendendo anche il greco, l'italiano e lo spagnolo.
Nel 1758 prese gli ordini nella Chiesa d'Inghilterra divenendo cappellano e segretario dell'ambasciatore Stuart-Mackenzie alla corte di Torino. Qui, divenne nel 1758 incaricato d'affari del corpo diplomatico britannico, carica che mantenne fino al 1760. Durante il suo ministero, Lord Bute gli procurò una pensione.

## Attività scientifica
Il nome di Dutens è rimasto tuttavia legato alla sua edizione delle opere di Leibniz, da lui raccolte, curate e pubblicate nel 1768 (G. G. Leibnitii, Opera omnia nunc primum collecta, in classes distributa, præfationibus et indicibus exhornata, studio Ludovici Dutens, Genevæ, 1768, 6 tom. in-4°).
Tornato a Londra, fu precettore del figlio del duca di Northumberland e, nel 1775, membro associato dell'Académie des inscriptions et belles-lettres e della Royal Society.
Nel 1766 pubblicò le Recherches sur l'origine des découvertes attribuées aux modernes e nel 1790 tradusse in francese le appena edite Reflections on the Revolution in France di Edmund Burke.

## Opere
- (FR) Du miroir ardent d'Archimede, A Paris, frères Debure-1780, 1775.

- (FR) Origine des découvertes attribuées aux modernes, vol. 1, A Paris, Nicolas Bonaventure Duchesne, 1776.

- (FR) Origine des découvertes attribuées aux modernes, vol. 2, A Paris, Nicolas Bonaventure Duchesne, 1776.